# Camellia sealyana
Camellia sealyana là một loài thực vật có hoa trong họ Theaceae. Loài này được T.L.Ming mô tả khoa học đầu tiên năm 1999.